# تشيلوم (الأنبوب)

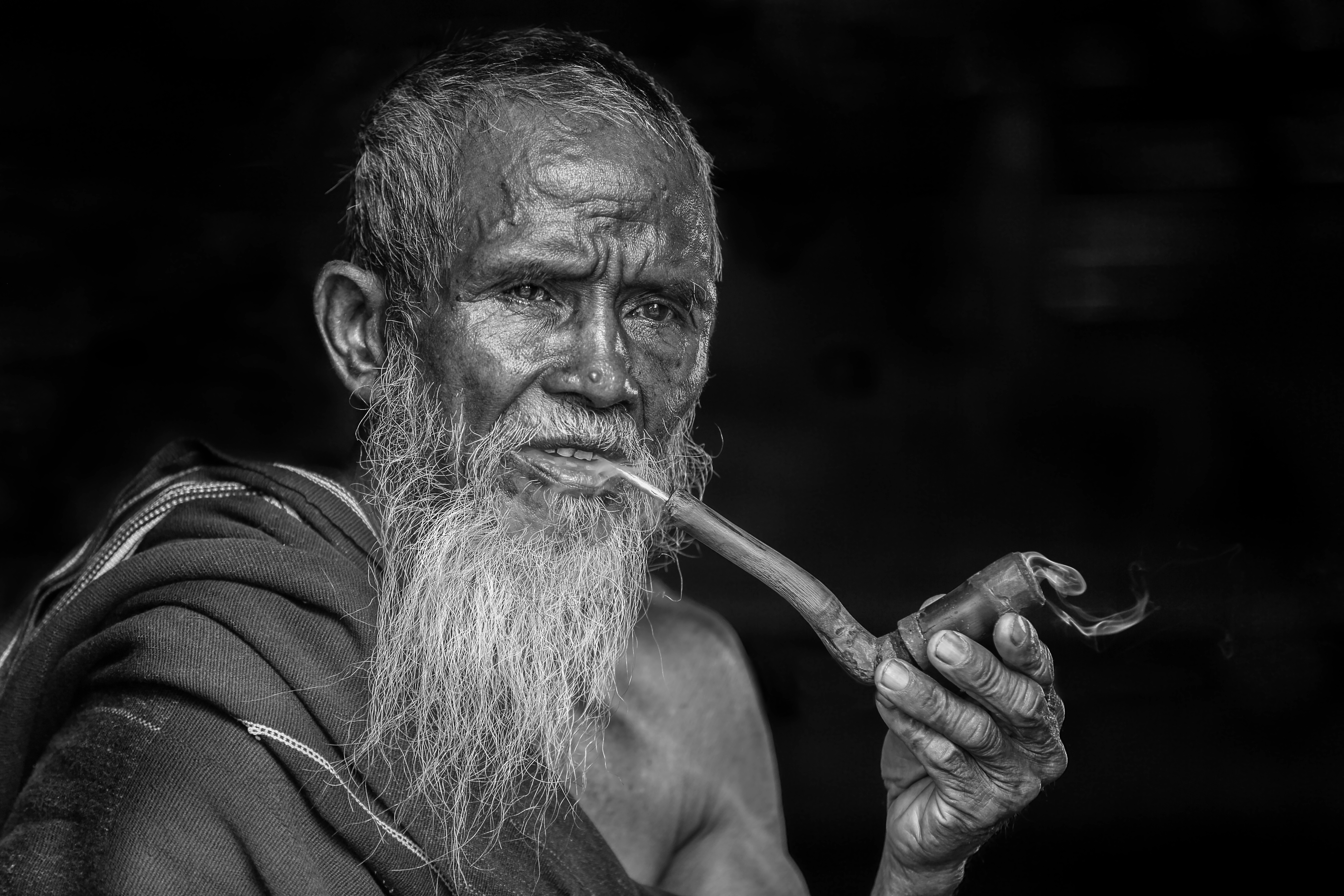

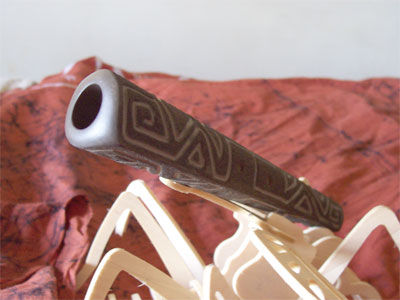
صناعة ايطالية لتشيلوم

تشيلوم أو تشيلام (chillum, or chilam)  :عبارة عن أنبوب تدخين مخروطي مستقيم مصنوع تقليديًا من الطين أو الحجر الناعم (مثل الحجر الصخري أو الكاتلينيت). تم استخدامه بشكل شائع في الهند في القرن الثامن عشر وما زال يستخدم في كثير من الأحيان لتدخين الماريجوانا. غالبًا ما يستخدم حجر صغير كسدادة في الجذع. انتشر نمط الأنابيب إلى أفريقيا، وأصبح معروفًا في الأمريكتين منذ الستينيات. يتم استخدام أنبوب الفلفل في الطقوس الراستافارية.

## التاريخ

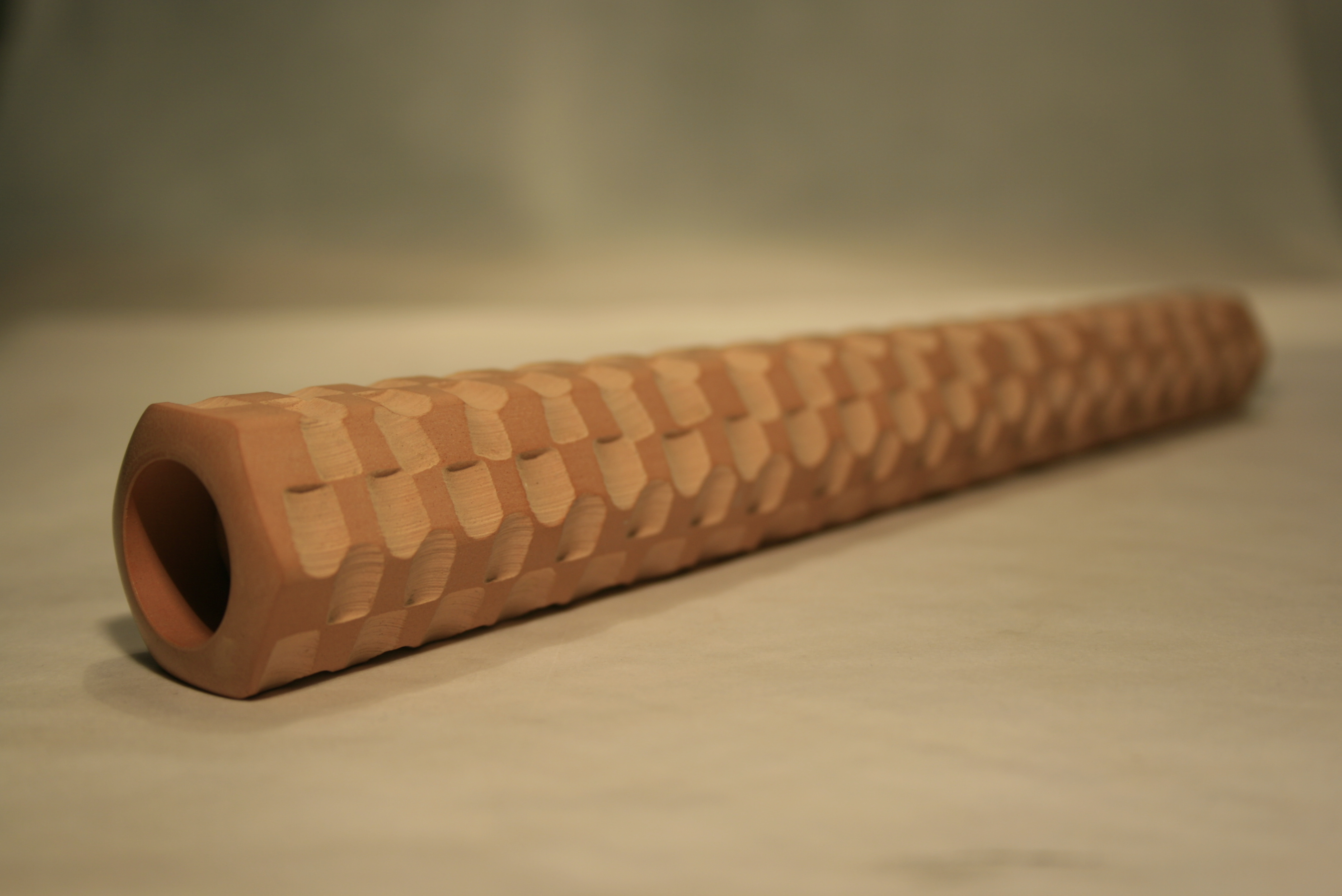

وفقًا لألفريد دنهيل استخدم الأفارقة منذ فترة طويلة أنبوبًا من طراز تشيلوم(chillum) لتدخين الحشيش والتبغ لاحقًا. غالبًا ما كان يتم استخدام القرع والقرون المختلفة بينما كانت الأوعية المخروطية شائعة في أوغندا. أحد الأنابيب الأكثر شهرة هو الأنبوب المخروطي العاجي( ivory cone pipe)  الذي كان ينتمي في السابق إلى ملك بوغندا الملك متيسا.
وفي الآونة الأخيرة، تم استخدامه أيضًا في الأسرار المقدسة من قبل الراستافارية.

## حفل الراستافارية
في الاجتماعات الرستافارية التي تسمى "جلسات التفكير" وأثناء احتفالات يوم التتويج، يتم استخدام التشيلوم:وهي مصنوعة من قرن البقرة أو قطعة خشب مخروطية الشكل، ومزودة بأنبوب سحب طويل يمنح الدخان وقتًا ليبرد قبل استنشاقه. يشار أحيانًا إلى التشيلوم (chillum) المجهز بغرفة تنقية المياه باسم الكأس. يقدم الراستافاريون الشكر والثناء لله (يشار إليه : باسم جاه في الراستافارية) قبل تدخين التشيلوم (chillum).